# مطمئناً همینطوره!
مطمئناً همینطوره! (به هندی: Toh Baat Pakki!) فیلمی محصول سال ۲۰۱۰ و به کارگردانی کدار شینده است. در این فیلم بازیگرانی همچون تابو، شارمان جوشی، واتسال شتس، یوویکا چانداری و ایوب خان ایفای نقش کرده‌اند.